# Épreuve de provocation bronchique
L’épreuve de provocation bronchique est un examen médical utilisé dans le diagnostic de l’asthme et de certaines formes d'allergies (œdème), réalisé dans le cadre des explorations fonctionnelles respiratoires. 
Il vise à déterminer si le patient souffre ou non d’hyperréactivité bronchique. 

## Étapes du test
Ce test se réalise en plusieurs étapes. 
Il nécessite l'utilisation d'un agent (irritant) qui peut être soit de l’histamine soit de la méthacholine. 
Le test est considéré comme positif si le VEMS (volume expiratoire maximal à la première seconde, c’est-à-dire le volume maximal que peut expirer un sujet en une seconde en réalisant une expiration forcée) du sujet diminue de plus de 20 % de sa valeur initiale. 
En pratique, tout d'abord, on mesure le VEMS du sujet. Puis le sujet inhale une dose d'irritant et on remesure son VEMS. S'il a diminué de plus de 20 %, on arrête le test. Si ce n'est pas le cas, le sujet inhale une nouvelle dose d'irritant, plus forte, et ainsi de suite, jusqu'à arriver à une dose maximale d'irritant. À cette dose maximale, si le VEMS n'a pas chuté de 20 %, alors on dit que le test est négatif. 
Dans le cas de la méthacholine, cette dose maximale est de 1600µg. 
Ce test peut être positif sans qu'il existe d'asthme car il teste l'existence d'une hyperréactivité bronchique non spécifique. En revanche, ce test a une excellente valeur prédictive négative pour l'asthme, cela signifie que lorsqu'il est négatif, il est très peu probable que le sujet soit asthmatique.
Il est possible de rechercher une hyperréactivité bronchique spécifique lorsque l'on soupçonne un asthme professionnel. 
Par exemple, si on soupçonne la farine d'être responsable de l'asthme d'un boulanger, on utilisera la farine comme irritant.
Ce test doit être fait sous contrôle médical, car pouvant provoquer un choc anaphylactique chez des sujets déjà fortement sensibilisés à un allergène.